# Брешь-батарея
Брешь-батарея (королевская батарея), Брешбатаре́я — артиллерийская батарея, которая в ходе осадных работ строилась для производства бреши (отверстия или обвала в крепостной постройке, устраиваемые для облегчения запланированного штурма) и вооружалась артиллерийскими орудиями большого калибра. 
Брешь-батареи располагались обыкновенно в 1-й параллели (линия осадных траншей), причём выбирали для них, по возможности, возвышенные пункты, чтобы уменьшить угол падения снаряда при ударе в эскарп.
Уже к началу XX века это название утратило своё значение, так как, благодаря эволюции вооружений, бреширование могло производиться практически любым артиллерийским подразделением.